# 周文煒
周文煒，廣東承宣佈政使司連州人。明朝解元。

## 生平
早年師從貢生莫與齊。明神宗萬曆四十三年（1615年）乙卯科，周文煒中式廣東鄉試第一名舉人（解元）。莫與齊為第二名亞元。